# محارة جناحية حرشفية
محارة جناحية حرشفية (الاسم العلمي: Pteria longisquamosa) (بالإنجليزية: Scaly wing-oyster)‏ هي نوع من الحيوانات تتبع جنس المحارة الجناحية من فصيلة المحارات الجناحية.